# Hội Sở hữu Trí tuệ Việt Nam
Hội Sở hữu Trí tuệ Việt Nam là tổ chức xã hội - nghề nghiệp của những người làm việc trong lĩnh vực sở hữu trí tuệ tại Việt Nam.
Hội có tên giao dịch tiếng Anh là Vietnam Intellectual Property Association, viết tắt là VIPA. Tiền thân của Hội là Hội Sở hữu công nghiệp Việt Nam, được thành lập theo Quyết định số 08/2000/QĐ-BTCCBCP ngày 02/02/2000 của Bộ trưởng Ban Tổ chức Chính phủ. Điều lệ Hội được phê duyệt theo Quyết định số 230/QĐ-BNV ngày 15 tháng 2 năm 2006.
Trụ sở Hội đặt tại địa chỉ Phòng 308 - 310, Tháp Hà Nội, số 49 phố Hai Bà Trưng, phường Trần Hưng Đạo, quận Hoàn Kiếm, thành phố Hà Nội.